# 宮地基
宮地 基（みやじ もとい、1960年1月11日 - ）は、日本の法学者。専門は憲法。明治学院大学法学部教授。神戸大学大学院法学研究科博士後期課程退学。研究テーマはドイツ憲法裁判。

## 著書
- 『プロセス演習 憲法』（棟居快行・工藤達朗・小山剛・赤坂正浩・石川健治・内野正幸・大沢秀介・大津浩・駒村圭吾・笹田栄司・宍戸常寿・鈴木秀美・畑尻剛・村田尚紀・矢島基美・山元一と共著）信山社 2004年